# Нака, Митиё
Нака Митиё (яп. 那珂通世) (2 июня 1851, Мориока — 3 февраля 1908, Токио) — японский историк эпохи Мэйдзи, синолог, доктор словесности. Нака Митиё занимался исследованиями в таких областях как языкознание, литература, история, география, право, экономика, обществоведение, статистика. Став основоположником японских востоковедческих исследований, большим авторитетом в области исследований по монгольской истории, он также глубоко повлиял на систему японского летоисчисления.

## Биография
Родился в княжестве Мориока. Он был третьим сыном в семье воина из клана местного феодала. В четырнадцать лет ему оказал протекцию Нака Мититака, ученый-конфуцианец и его школьный преподаватель пунктуации, который отметив прилежание мальчика, усыновил его, чтобы помочь получить образование. Так Нака Митиё получил своё имя. После поражения рода Токугава в войне Босин, приёмная семья Нака Митиё получила имение в княжестве Этидзэн (Фукуи).
После начала реставрации Мэйдзи, в 1872 поступил на курсы в частный университет Кэйо, где стал учиться у Фукудзавы Юкити. В 1876, в возрасте 26 лет, издал свою дебютную работу «Исследование древней японской письменности» (яп. 日本古代文字考). Окончив университет Кэйо, по рекомендации Фукудзавы Юкити поступил на службу преподавателем в педагогическое училище и среднюю школу. После занимал пост директора педагогического училища г. Тиба и Токийского женского педагогического училища, внёс вклад в развитие женского образования. С 1896 года Нака Митиё занимал должность преподавателя института словесности Токийского императорского университета. В 1900 году он стал профессором старшей школы Дайити и Токийского высшего педагогического училища.
В 1901 году Нака Митиё был награждён орденом Священного сокровища V степени. В 1902 году он стал членом Комитета по исследованию государственного языка, также стал читать лекции по географии буддизма в буддийском университете Дзёдо-сю. В 1905-1906 гг. посетил империю Цин, Маньчжурию, Корею. В 1908 году был награждён орденом Священного сокровища IV степени. В том же году скончался от сердечного приступа.
Нака Митиё дружил с Найто Конаном, они оба были родом из княжества Мориока. В школьные годы Сиратори Куракити Нака был его учителем. Также Нака приходился дядей Фудзимура Мисао, студенту, совершившему самоубийство у водопада Кэгон в Никко (префектура Тотиги) и оставившего известное стихотворение в качестве прощальной записки.

## Исследования

### Япония
В 1897 году в журнале «Сигаку дзасси» была опубликована его работа «Исследование эры годов древних времён» (яп. 上世年紀考) и ряд других статей, посвященных датировкам и периодизация японской древности. В этих статьях Нака Митиё одним из первых подверг сомнению точность древнеяпонского летоисчисления. Он также попытался установить даты восшествия на престол императора Дзимму, то есть, примерного установления японской государственности.

### Китай
В 1901 году получил степень доктора словесности. Фундаментальной научной работой авторства Нака Митиё, посвящённой Китаю, является трёхтомная «Всеобщая история Китая» (яп. 支那通史, 1888-1890 гг.). Этот его труд не был закончен, но из-за простоты и объективности повествования он завоевал популярности, его читали даже в Китае. В этой работе Нака Митиё впервые попытался привязать события китайской истории к тройственной периодизации «древность — средневековье — новое время». В 1902 году китайский историк Лю Ичжэн составил по заказу Чжан Чжидуна первый учебник китайской национальной истории на основе работы Нака Митиё.

### Корея
В 1891—1893 гг. в японской исторической науке возымела популярность тема изучения стелы Квангэтхо-вана, среди историков, изучавших текст стелы был и Нака Митиё.
В 1894—1896 гг. была опубликована серия статей Нака Митиё под названием «Изучение древней истории Кореи» (яп. 朝鮮古史考). Впервые в японском корееведении Нака Митиё изложил мнение по вопросу социального института «бу» у когурёсцев. Опираясь на сведения «Сань-го чжи» и комментарий к «Хоу Ханьшу», Нака, приняв точку зрения танского комментатора Чжан Хуай-тайцзы, отождествил ранние когурёские «бу» с одноимённым институтом более позднего времени. «Бу» он определял как «племенное образование» (яп. 部族的なもの), и соответственно, счёл, что уровень социально-экономического и политического развития когурёсцев не был выше родо-племенной ступени развития.

### Монголия
В 1902 году Нака Митиё получил копию китайского текста «Сокровенного сказания монголов» и издал первый в мире перевод этого исторического памятника на другой язык, снабдив его обширными комментариями. опубликован текст был под названием «Правдивые записи о Чингисхане» (яп. 成吉思汗実録). Он считал, что «Сокровенное сказание монголов», было написано ещё при Чингисхане, в 1240 г. было продолжена, а впоследствии переделано. Переработанная версия этого памятника была известна в Китае эпохи Юань под названием «Тобчиян», и, как считал Нака, была той самой компиляцией, которую Рашид-ад-Дин называл «Алтан дэбтэр». В 1940 г. Исихама Дзюнтаро поддержал мнение Нака Митиё, предположив, что продолжение «Сокровенного сказания» было написано при Угэдэй-хане. Нака Митиё полагал, что «Сокровенное сказание» является первоисточником для всех других работ по истории ранней Монгольской империи, на её основе было составлено китайское сочинение «Тай-цзу ши-лу» (кит. трад. 太祖實錄, Правдивые записи о Тай-цзу), которое послужило источником для династийной истории «Юань ши».